# Charles Dudley Arnold

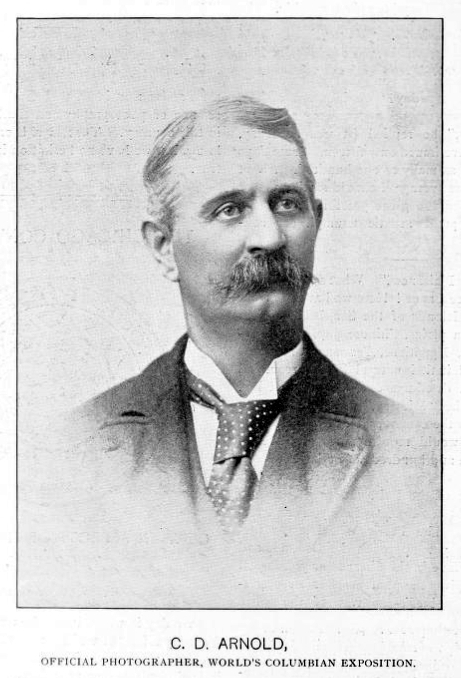
Charles Dudley Arnold, circa 1893

Charles Dudley Arnold (geb. 19. März 1844 in Port Stanley, Ontario, Kanada, gest. 1927) war ein aus Kanada stammender, US-amerikanischer Architektur- und Landschaftsfotograf. Er ist vor allem durch seine Fotografien von der Chicagoer World’s Columbian Exposition 1893 bekanntgeworden.

## Leben
Im Alter von 20 Jahren, also im Jahr 1864, zog Arnold von Kanada in die USA und arbeitet dort zunächst als Handlungsreisender (Vertreter). Mit der Fotografie kam er durch einen Vertreter-Kollegen in Berührung, der ihm seine Fotokamera vorführte.
Ab 1886 ist Arnold als Fotograf in New York City nachgewiesen. Arnolds erstes Fotobuch, „Studies in Architecture at Home and Abroad“, erschien 1888 in New York. Arnold unternahm, wahrscheinlich in den 1880er Jahren, eine Reise durch Europa; viele seiner Architekturfotos aus England und Frankreich wurden 1896 in dem Buch „Country Architecture in France and England, XV. and XVI. Centuries“ („Land-Architektur in Frankreich und England, 15. und 16. Jahrhundert“) veröffentlicht. Weitere Architekturfotografien von Arnold wurden im Jahr 1924 in dem Buch „French Farm Houses, Small Chateaux and Country Churches in France“ („Französische Bauernhäuser, kleine Schlösser und Landkirchen in Frankreich“) von Antonio Di Nardo publiziert. 
1891 zog Arnold nach Chicago. Er dokumentierte dort den Aufbau der Columbian Exhibition des Jahres 1893 auf dem Ausstellungsgelände im Jackson Park. Arnold wurde der offizielle Fotograf der World’s Columbian Exposition in Chicago 1893; das exklusive Recht, Stereo-Photographien von dieser Weltausstellung anzufertigen, hatte hingegen Benjamin West Kilburn (1827–1909). Es kam zu Konflikten zwischen Arnold und dem Direktorium der Columbian Exposition, aufgrund derer Arnold gegen Ende dieser Weltausstellung als deren offizieller Fotograf durch William Henry Jackson (1843–1942) abgelöst wurde. Die Aufnahmen vom Abschluss der Columbian Exposition stammen also nicht mehr von Arnold, sondern von Jackson. Arnold und seine Assistenzen haben aber während seiner Amtszeit als offizieller Weltausstellungs-Fotograf immerhin rund 15.000 Aufnahmen (Negative) angefertigt.
1895 fotografierte Arnold auf der Cotton States and International Exposition in Atlanta. Im Jahr 1895 wurde das C. D. Arnold House in Buffalo, New York State, im Bidwell Parkway Nr. 123 errichtet; Bauherr war C. D. Arnold, Architekt war Joseph Lyman Silsbee (1848–1913).
1901 wurde Arnold offizieller Fotograf der Pan-American Exposition in Buffalo, New York. Er errichtete dort auf dem Ausstellungsgelände ein großes Fotostudio.
1904 erschien Arnolds Fotoalbum „Niagara the majestic“ mit 54 seiner Fotografien von den Niagarafällen.
Arnold setzte sein Fotogeschäft noch bis in die frühen 1920er Jahre hinein fort. Er starb 1927; wahrscheinlich in Buffalo, wo er zuletzt lebte. Dort auf dem Forest Lawn Cemetery befindet sich sein Grab.

## Werke
- 1888: „Studies in Architecture at Home and Abroad“, New York 1888
- 1893: „State Buildings. Portfolio of Views.“ Von Charles Dudley Arnold und Harlow D. Higinbotham, National Chemigraph Company, 1893, 76 Seiten
- 1893: „Portfolio of views; World's Columbian Exposition“, Chicago, Ill., 1893, https://archive.org/details/gri_33125010717060
- 1893: „Official views of the World's Columbian Exposition, World's Columbian Exposition“, Chicago, Ill., 1893, https://archive.org/details/officialviewswo00higigoog/page/n16/mode/2up und https://archive.org/details/officialviewsofw00worl
- 1896: „Country architecture in France and England: XV. and XVI. centuries“, from Negatives by C. D. Arnold, H. D. Higinbotham and E. A. Stewardson, Buffalo (New York), 1896, https://archive.org/details/countryarchitect00arno_0 und https://archive.org/details/countryarchitect00arno
- 1901: „Official views of Pan-American Exposition“, Buffalo, N.Y., 1901, https://archive.org/details/officialviewsofp00panarich und https://archive.org/details/officialviewsofp00pana
- 1901: „Glimpses of the Pan American Exposition“, Courier Company, 1901, 40 Seiten
- 1901: „The Pan-American exposition illustrated“, Buffalo, N.Y., 1901, https://archive.org/details/panamericanexpo00pana/mode/2up
- 1904: „Niagara the majestic“. 1904, https://archive.org/details/niagaramajestic00arnouoft
- 1924: „French Farm Houses, Small Chateaux and Country Churches in France“ („Französische Bauernhäuser, kleine Schlösser und Landkirchen in Frankreich“) von Antonio Di Nardo, 1924